# Antivirus (album)
Antivirus je mixtape hudební skupiny H16. Nacházejí se na něm novější i starší skladby, i skladby členů skupiny vydané na jiných albech. Mixtapu předcházela remixová soutěž ve spolupráci s Hip-Hop.sk (na skladbu "Luďom jebe" z alba Čísla Nepustia) a vítězný remix (Cuco remix) byl umístěn na tomto mixtape.  Mixtape rovněž obsahuje skladbu "Kto dá viac" ze stejnojmenného Grimasova sóla, přepracovaného Zverinou (bylo ji možné slyšet na několika koncertech Zveriny).
Mixtape měl původně vyjít 11. listopadu, ale byl posunut na konečný 12. prosinec. 
Člen H16 Koko Najs od tohoto mixtapu používá pseudonym Majk Spirit.
Antivirus je k dispozici zdarma na různých internetových stránkách.

## Antivirus MIXTAPE
| #  | Název                                  | Producent      | Host               | Délka | Účinkující                             |
| -- | -------------------------------------- | -------------- | ------------------ | ----- | -------------------------------------- |
| 1  | „Katapult“                             | Grimaso        |                    | 2:33  | Majk Spirit, Cigo                      |
| 2  | „Kurva Hrdý (remix)“                   | Vec            |                    | 4:19  | Majk Spirit, Cigo, Otecko              |
| 3  | „Nebuď hlupák“                         | Emeres         |                    | 4:00  | Otecko, Cigo, Majk Spirit              |
| 4  | „Súčasť plánu“                         | Grimaso        |                    | 3:19  | Otecko, Cigo, Majk Spirit              |
| 5  | „Chamtivosť“                           | Abe            |                    | 4:03  | Otecko, Majk Spirit, Cigo              |
| 6  | „White tee je nutnosť“                 | Otecko         | Delik              | 2:44  | Otecko, Delik                          |
| 7  | „Tu a teraz“                           | Grimaso        | Suvereno           | 1:30  | Majk Spirit, Suvereno                  |
| 8  | „Posledný deň“                         | Abe            |                    | 3:58  | Majk Spirit, Otecko, Cigo              |
| 9  | „Môžeš byť, kým chceš“                 | D-Tonate       | David Steel        | 3:49  | David Steel, Otecko, Majk Spirit, Cigo |
| 10 | „Inflagranty“                          | G-Bod          |                    | 2:03  | Majk Spirit                            |
| 11 | „Vražedná zbraň“                       | Abe            |                    | 2:54  | Majk Spirit, Otecko, Cigo              |
| 12 | „Životná šanca“                        | Emeres         | PNS, Delik         | 3:54  | PNS, Otecko, Delik                     |
| 13 | „Nehas, čo ťa nepáli“                  | Grimaso        | Kali               | 1:49  | Majk Spirit, Kali                      |
| 14 | „Iný ako oni“                          | Beyuz          |                    | 2:06  | Otecko                                 |
| 15 | „To ti jebe“                           | Grimaso        | Suvereno           | 2:28  | Majk Spirit, Suvereno                  |
| 16 | „Gastro tour“                          | DJ Mike Trafik |                    | 0:52  | Otecko                                 |
| 17 | „Dá sa zabaviť“                        | Roman Zámožný  |                    | 2:16  | Otecko, Majk Spirit                    |
| 18 | „Zlatá klietka“                        | Zvukový Mág    | Suvereno           | 1:56  | Majk Spirit, Suvereno                  |
| 19 | „Šaty dělaj člověka“                   | D-Tonate       | Tafrob, Jay Diesel | 2:59  | Tafrob, Otecko, Jay Diesel             |
| 20 | „Nesúdim nikoho“                       | Dysmusax       |                    | 0:54  | Cigo                                   |
| 21 | „Ride the best“                        | DJ Fatte       | Nironic            | 3:21  | Nironic, Otecko, Majk Spirit           |
| 22 | „Hrdina“                               | D-Tonate       |                    | 1:01  | Majk Spirit                            |
| 23 | „Keď chytím mikrofón 2“                | DJ Jeli        |                    | 0:58  | Otecko                                 |
| 24 | „Druhá tvár“                           | L Kama         | Kali               | 1:38  | Majk Spirit, Kali                      |
| 25 | „Kto dá viac“                          | Grimaso        | Zverina            | 1:23  | Zverina                                |
| 26 | „Čo robím“                             | Beyuz          | Hafner, Vec        | 2:33  | Hafner, Vec, Otecko                    |
| 27 | „Luďom jebe (Cuco remix)“              | Cuco           |                    | 4:06  | Majk Spirit, Otecko, Cigo              |
| 28 | „Bratislava“                           | Otecko         | Biháry             | 3:26  | Otecko, Biháry                         |
| 29 | „Traja statoční“                       | Abe            | Biháry             | 2:59  | Biháry, Otecko                         |
| 30 | „Šejkuj tú riť (L Plus bootleg remix)“ |                |                    | 1:32  | Otecko                                 |